# جدجد (جنس)
الجُدجُد أو صرَّار اللّيل (الاسم العلمي: Gryllus) هو جنس من الحيوانات يتبع فصيلة الجداجد الحقيقية من رتبة مستقيمات الأجنحة. تسمح له رجلاه الخلفيتان السوداوان أن يقفز مسافات تبلغ أضعاف حجمه. ينشط الجدجد ليلا ويحفر نفقا في التراب أحيانا ليرتاح فيه خلال النهار. يقتات معظم أنواع الجدجد بالورق، لكن بعض جداجد الأدغال تقتات بالحشرات. الجدجد يغني كالجنادب، وذلك بحك أسنانه الشبيهة بالمشط على أحد جناحيه في موضع كثيف. يقوم الجزء الأمامي من جسده بوظيفة مجهار مكبر صوت. تغني بعض الجداجد الاستوائية بصوت عال، لدرجة أنك تستطيع أن تسمعها على بعد كيلومتر ونصف (ميل واحد). وتقع أذنا الجدجد على مفصل رجليه الأماميتين.